# شركة يونايتد تكنولوجيز
شركة يونايتد تكنولوجيز (بالإنجليزية: United Technologies Corporation)‏،المعروفة اختصارًا بـ UTC، كانت شركة أمريكية متعددة الجنسيات. وكانت من كبرى الشركات الأم في العالم، والتي تجمع تكتلات صناعية. ويقع مقرها في هارتفورد، كونيتيكت. عملت الشركة في الأبحاث والتطوير وتصنيع المنتجات ذات التكنولوجيا العالية في مجالات عديدة، منها محركات الطائرات، طائرات الهليكوبتر، وأنظمة التبريد والتكييف والتدفئة، خلايا الوقود، مصاعد والسلالم المتحركة الكهربائية وأنظمة مكافحة الحرائق ونظم الأمن، وأنظمة البناء، والمنتجات الصناعية، وغيرها. بالإضافة إلى كونها من المقاولين الرئيسين في المشاريع العسكرية الكبيرة، وإنتاج أنظمة الصواريخ وطائرات الهليكوبتر العسكرية، وأبرزها هليكوبتر يو إتش-60 بلاك هوك.
في أبريل 2020، اندمجت يونايتد تكنولوجيز مع رايثيون لتشكيل رايثيون تيكنولوجيز.
من بين الرؤساء التنفيذيين للشركة جورج ديفيد والذي خلفه لويس أر. تشينفيرت في عام 2008 وظل المدير التنفيذي للشركة حتى 2014 ليحل محله لاحقًا غريغوري هايز.

## الشركات التابعة
- برات آند ويتني «Pratt & Whitney»
- سيكورسكي للطائرات «Sikorsky Aircraft»
- شركة كارير «Carrier Corporation»
- شركة مصاعد اوتيس «Otis Elevator Company»

·Clipper Windpower ·
UTC Aerospace Systems
UTC Fire & Security
·UTC Power